# Carl Rottmann
Carl Rottmann (11. ledna 1797, Handschuhsheim – 7. července 1850, Mnichov) byl německý romantický malíř – krajinář, jeden z nejvýznamnějších představitelů německého romantismu. Byl dvorním malířem bavorského krále Ludvíka I.

## Život
Základy kresby se Carl naučil v ateliéru svého otce, malíře Fridricha Rottmanna, který vyučoval kresbě na Univerzitě v Heidelbergu. Vliv na Rottmannův umělecký vývoj měli také předčasně zemřelý Carl Philipp Fohr a G. A. Wallis. 

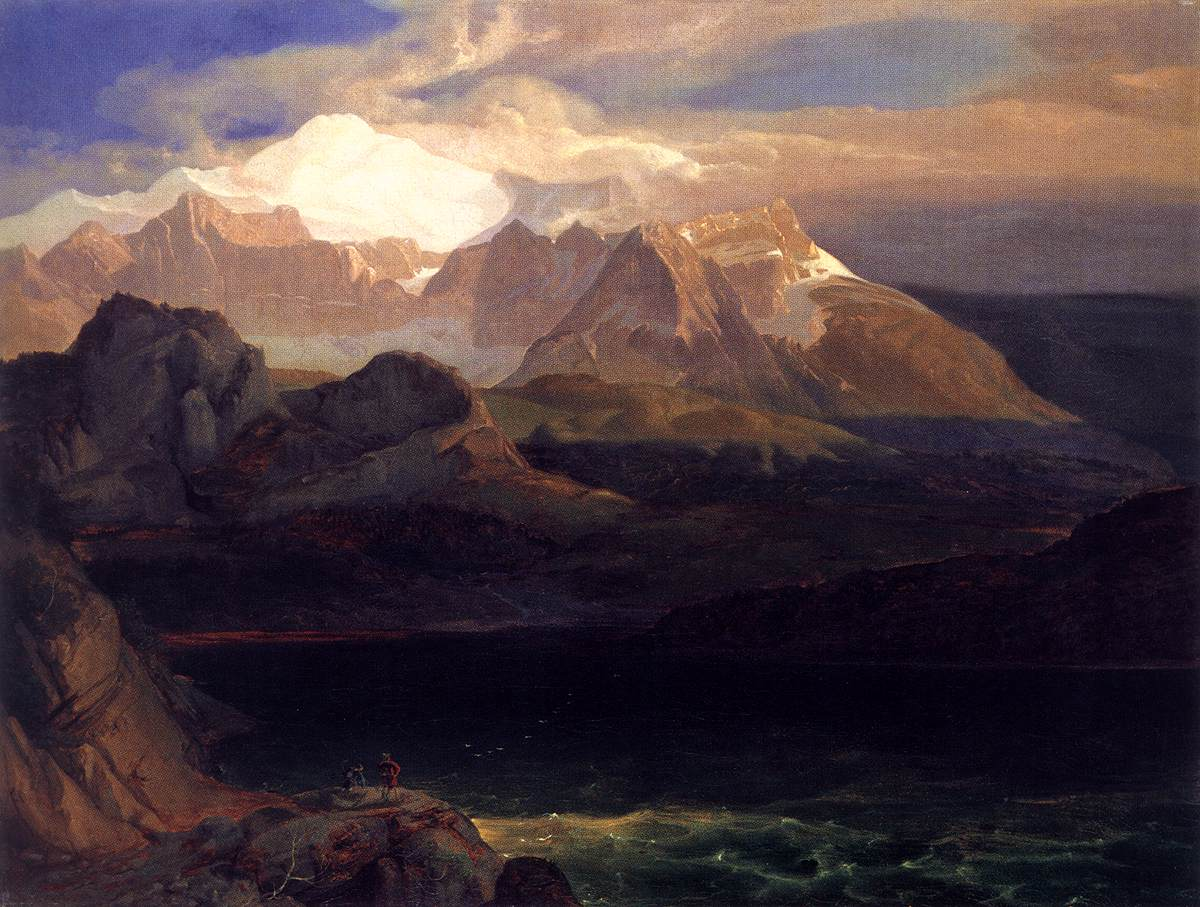
Jezero Eibsee, (1825)

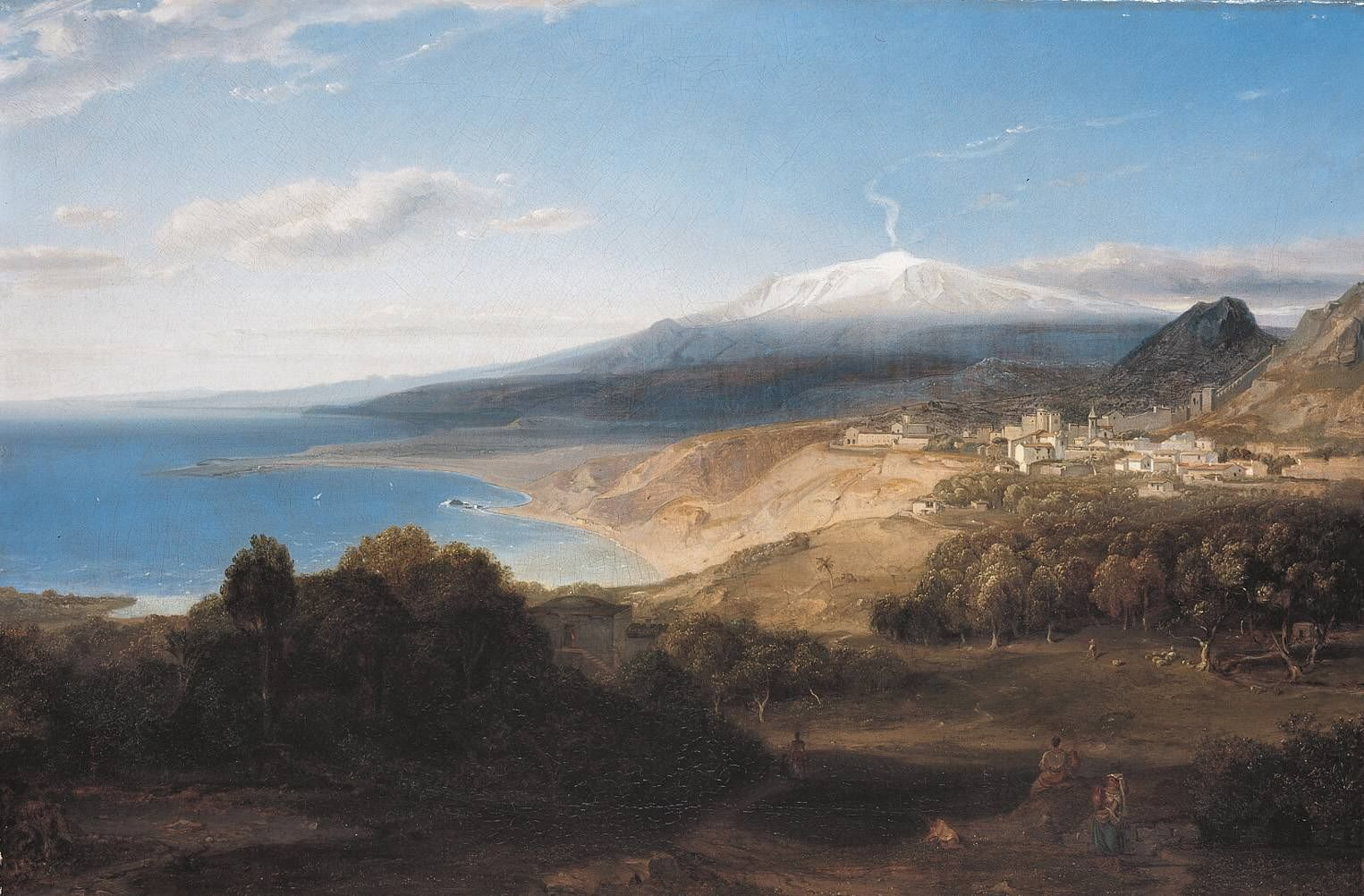
Pohled na Taorminu s Etnou v pozadí, (1829)

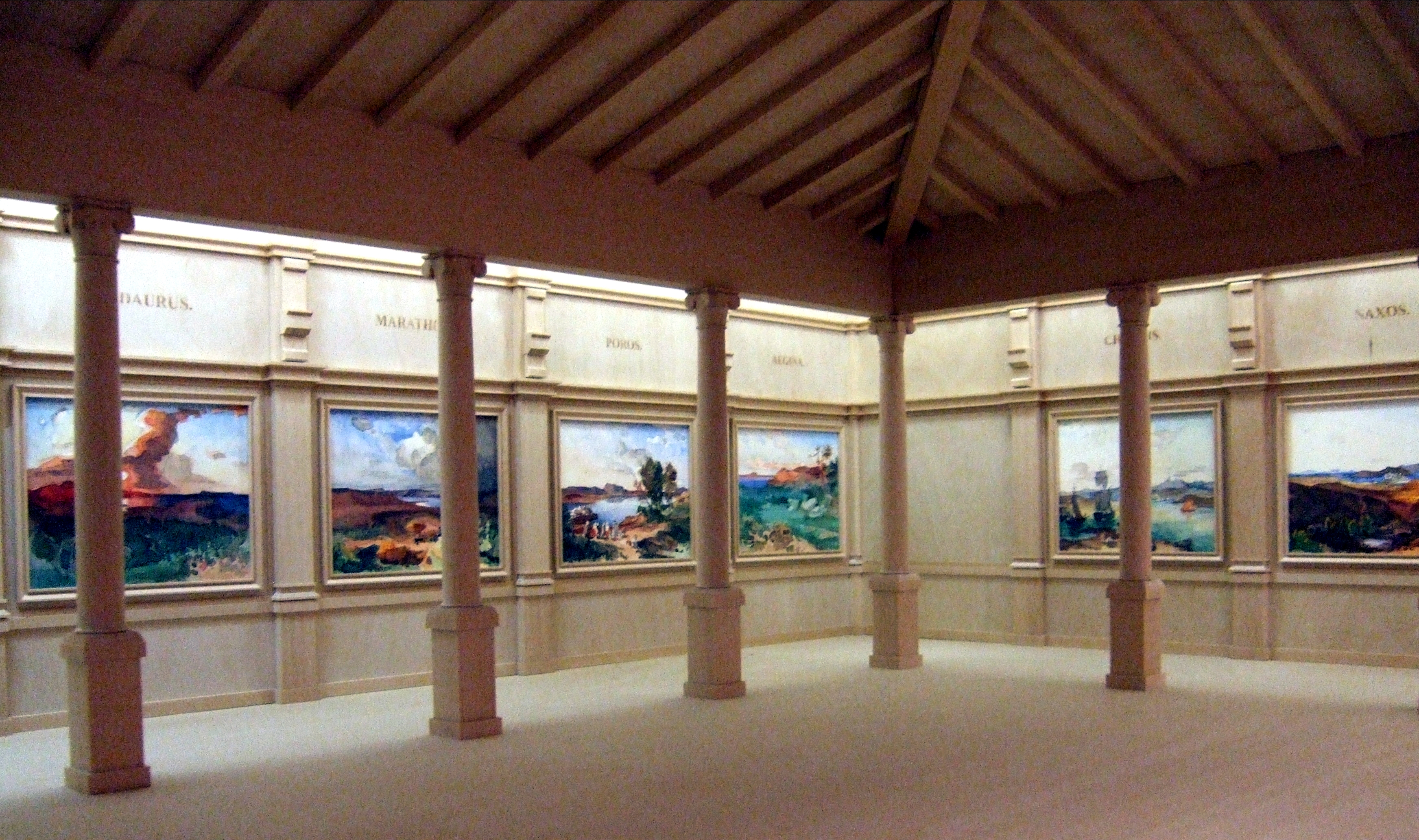
Rottmannův sál v Nové pinakotéce, Mnichov

V roce 1821 Rottmann odjel do Mnichova a nastoupil tam na Akademii výtvarných umění, kde byl mimo jiné ovlivněn Josephem Antonem Kochem. Roku 1824 se oženil s Friedericke Sckellovou (dcerou svého strýce Fridricha Ludwiga von Sckell, intendanta královských dvorních zahrad). 
V letech 1825-1827 podnikl studijní cestu do Itálie. V letech 1830–1833 maloval v Mnichově pro bavorského krále Ludvíka I., který ho pověřil malbou fresek italských krajin v arkádách Dvorských zahrad (Hofgarten). Během práce na těchto krajinách ho král vyslal několikrát do Palerma.
V letech 1834–1835 podnikl Rottmann cestu do Řecka, kde ho zaujaly krajiny s jasnými, modravými tóny. Po cyklu italských krajin následovala série 32 řeckých krajin, malovaných technikou enkaustiky na břidlicové desky (1838–1850) pro sál Nové pinakotéky v Mnichově. Sál byl koncipován jako galerie s horním osvětlením a obrazy nahrazovaly okna na stěnách. Toto nejvýznamnější Rottmannovo dílo bylo zčásti zničeno bombardováním 25. dubna 1944. Některé obrazy musely být rekonstruovány podle kartonů.
Rottmann vyučoval krajinomalbě svého bratra Leopolda Rottmanna, (* 1813). K jeho žákům dále patřili Karl Lindemann-Frommel, Karl Ludwig Seeger a August Löffler.
Rottmannovo dílo bylo přijímáno nadšeně v celém tehdejším Německu. Byl obdivován jeho smysl pro atmosférické proměny krajiny, dramatické tóny její barevnosti a rozvržení kompozice. Rottmann se stal vzorem pro další generaci krajinářů.
Rottmann zemřel v 53 letech za nevyjasněných okolností a byl pohřben na Starém jižním hřbitově v Mnichově. Instalace své galerie v Nové pinakotéce (1853) se nedožil.